# Härskartitel
En härskartitel är den benämning ett lands monark eller härskare har. Härskartitlarna har olika rang, enligt vad som följer nedan:

## Abessinska härskartitlar
1. Negus negesti

## Europeiska härskartitlar
1. kejsare, kejsarinna
2. kung, drottning
3. storhertig, storhertiginna
4. hertig, hertiginna
5. storfurste, storfurstinna
6. furste, furstinna

## Indiska härskartitlar
1. stormogul
2. maharadja

## Mongoliska härskartitlar
1. khagan
2. khan

## Muslimska härskartitlar
1. kalif
2. emir
3. sultan
4. nawab

## Persiska härskartitlar
1. shahanshah
2. shah
3. khediv

## Ryska härskartitlar
1. tsar, tsaritsa